# ウッドローン墓地 (ミシガン州デトロイト)
ウッドローン墓地（ウッドローンぼち、Woodlawn Cemetery）は、アメリカ合衆国、ミシガン州デトロイトの8マイルロード南西角にあたるウッドワードアベニュー19975に位置する墓地。1863年創設。モーターシティでもっとも有名な墓地である。

## 埋葬されている著名な人物
- Renaldo "Obie" Benson (1937-2005) -  モータウンレコードのフォー・トップスメンバー
- ロイ・D・チェイピン (1880-1936) - 実業家、アメリカ合衆国商務長官
- Albert Cobo (1893-1957) - デトロイト市長
- Howard A. Coffin (1877-1956) - 下院議員
- John Blaisdell Corliss (1851-1929) -弁護士、下院議員、George M. Holleyの義父
- James J. Couzens (1872-1936)- 米国上院議員、デトロイト市長
- Edgar Culbertson (1935-1967) - アメリカ沿岸警備隊隊員、Coast Guard Medal受賞者
- Anna Thompson Dodge (1866-1970) - ホレス・ダッジ夫人、フィランソロピー
- Horace Dodge (1868-1920) - ジョン・ダッジの兄弟、ダッジモーターズ共同創業者
- ジョン・フランシス・ダッジ (1864-1920) - ダッジモーターズ共同創業者
- George Duffield Jr. (1818-1888) - Presbyterian minister and composer of Stand Up, Stand Up for Jesus
- Dee Edwards (1945-2006) - ソウルシンガー
- Benson Ford (1919-1978) - エドセル・フォードの次男
- エドセル・フォード (1893-1943) - フォード・モーター・カンパニー社長、ヘンリー・フォードの息子
- Eleanor Clay Ford (1896-1976) - エドセル・フォードの妻、デパート実業家J. L. Hudsonの姪
- C. L. Franklin (1915-1984) - バプティスト牧師、アレサ・フランクリンの父
- Carolyn Franklin (1944-1988) - ゴスペル、R&Bシンガー、アレサ・フランクリンの妹
- Cecil Franklin (1940-1989) - アレサフランクリンの兄弟
- Erma Franklin (1938-2002)  - ゴスペル、R&B シンガー、アレサ・フランクリンの姉
- Homer S. Ferguson (1889-1982) - 米国上院議員、判事、外交官
- Harvey Fruehauf (1893- 1968) - son of August Fruehauf and president of Fruehauf Trailer Corporation
- Susie Garrett (1929-2002) - 女優、Punky Brewster出演者、女優Marla Gibbsの姉妹
- Albert Hatton Gilmer (1878-1950) - 劇作家
- Alex Groesbeck (1873-1953) - ミシガン州知事、検事総長

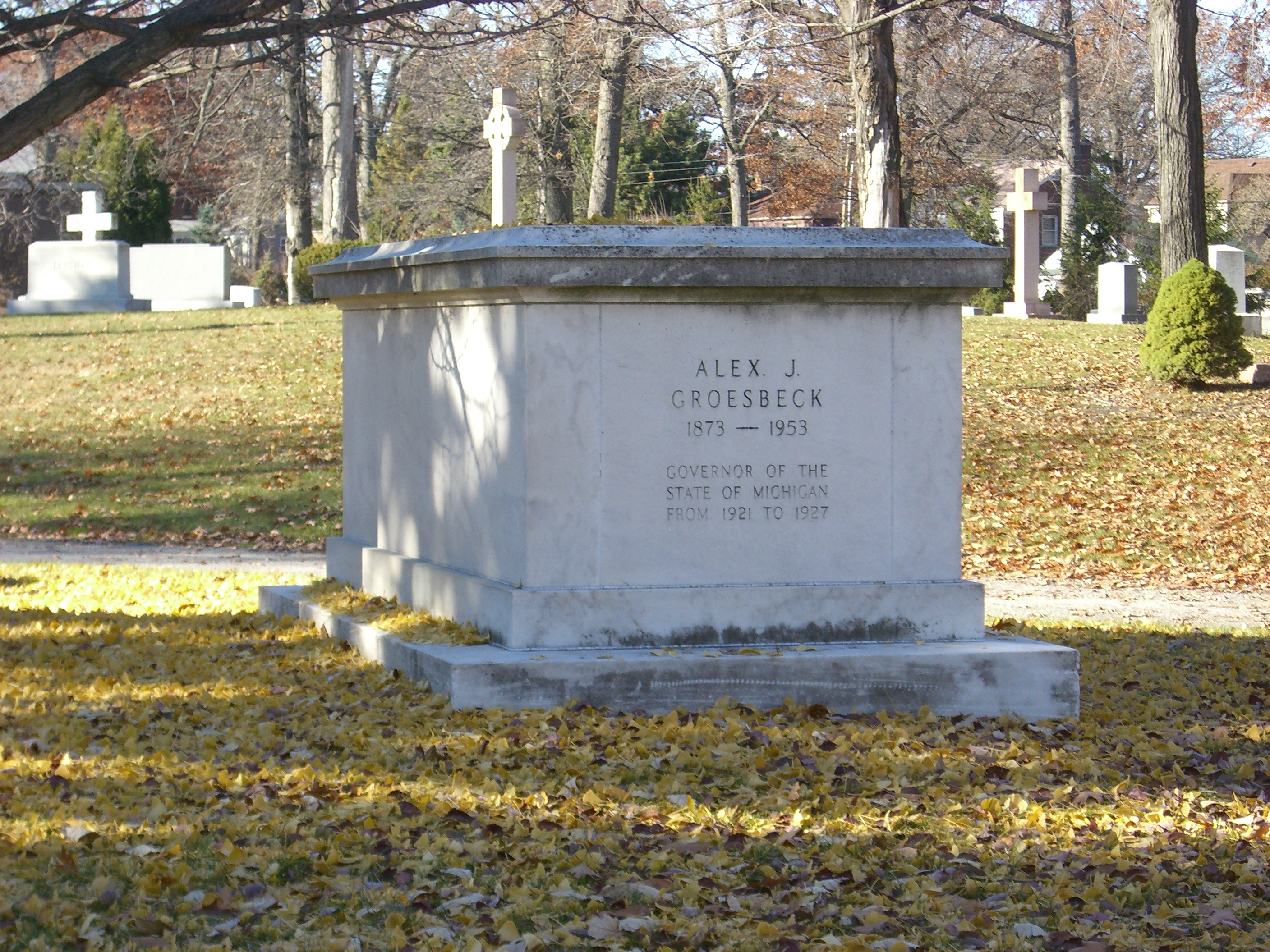
Alex Groesbeckの墓

- Edgar Guest (1881-1959) - 作家、ミシガン州桂冠詩人
- Frank J. Hecker (1846-1927) - 鉄道車両製作者、美術品収集家でもあるCharles Lang Freerとの共同事業
- Billy Henderson (1939-2007) - The Spinnersのリードシンガー
- George M. Holley Sr. - 自動車技術者、自動車設計者、Holley キャブレター創業者
- ドゥショーン・デュプリー・ホルトン (1973-2006)- ラップミュージシャン
- J.L. Hudson (1846-1912) - デパート実業家
- マイケル・ジャクソン (1958-2009) - アメリカ合衆国の歌手、ダンサー (埋葬されていないが墓碑がある)
- ジェームス・ジェマーソン (1938-1983) - 伝説のモータウンのベースギタリスト
- Marv Johnson (1938-1993) - モータウン/R&B シンガー
- Ed Killian (1876-1928) - メジャーリーグピッチャー
- Alfred Lucking (1856-1929) - 下院議員
- Lewis Albert Martin (1923-2005) - ジャズミュージシャン
- Wade H. McCree (1920-1987) - 法律家、判事、訟務長官
- Blair Moody (1902-1954) -  米国上院議員、新聞レポーター
- Elijah E. Myers (1832-1909) - コロラド、ミシガン、テキサスの各州会議事堂の建築家
- ジェームズ・K・オークボ (1920-1967) - 第二次世界大戦米国陸軍名誉勲章受章者
- Hazen Pingree (1840-1901) - デトロイト市長、ミシガン州知事
- ローザ・パークス (1913-2005) - 公民権運動活動家
- Edward Patten (1939-2005) - Gladys Knight & The Pipsのメンバー
- Lawrence Payton (1938-1997) - モータウンのフォー・トップスのメンバー
- Barbara Randolph (1942-2002) - モータウン/R&Bシンガー
- David Ruffin (1941-1991) - テンプテーションズのリードシンガー
- Levi Stubbs (1936-2008) - モータウンのフォー・トップスのリードシンガー
- George W. Trendle (1884-1972) - ローン・レンジャーとグリーン・ホーネットの製作者
- Carl M. Weideman (1898-1972) - 下院議員
- Ronald White (1938-1995) - モータウンのThe Miraclesのメンバー
- Richard Willis (1819-1900) - It Came Upon a Midnight Clearなどの聖歌の作曲家
- Earl Wilson (1934-2005) - メジャーリーグピッチャー
- Matilda Rausch Dodge Wilson - (1883-1967) ジョン・ダッジ夫人、アルフレッド・ウィルソン夫人、Oakland University後援者、デトロイトMusic Hall後援者、ミシガン州副知事
- Ronald Winans (1956-2005) - ゴスペルシンガー、ゴスペルグループWinans familyのメンバー